# Нейропилин 2
Нейропилин 2 (англ. Neuropilin 2, NRP2) — мембранный белок, экспрессирован в нейронах, продукт гена NRP2. Белок семейства нейропилинов.

## Функции
Нейропилин 2 является мембранным рецептором семейства нейропилинов. Связывается с семафоринами SEMA3Cи SEMA3F и с фактором роста эндотелия сосудов (VEGF). Белок играет роль в развитии сердечно-сосудистой системы, направленном росте аксона и туморогенезе.

## Структура
Нейропилин 2 состоит из 911 аминокислот, содержит 4 участка гликозилирования, 6 дисульфидных связей. Альтернативный сплайсинг генерирует 6 изоформ. Внеклеточный домен содержит 2 CUB-домена и F5/8 домена C-типа. CUB-домены участвуют в связывании семафоринов, F5/8 домены C-типа отвечают за связывание гепарина и VEGF.

## Взаимодействия
Нейропилин 2 связывается с семафоринами 3C, 3F, изоформами VEGF-A VEGF-165 и VEGF-145 и изоформой плацентарного фактора роста (PGF) PLGF-2.